# داراب‌نامه اکبرشاهی

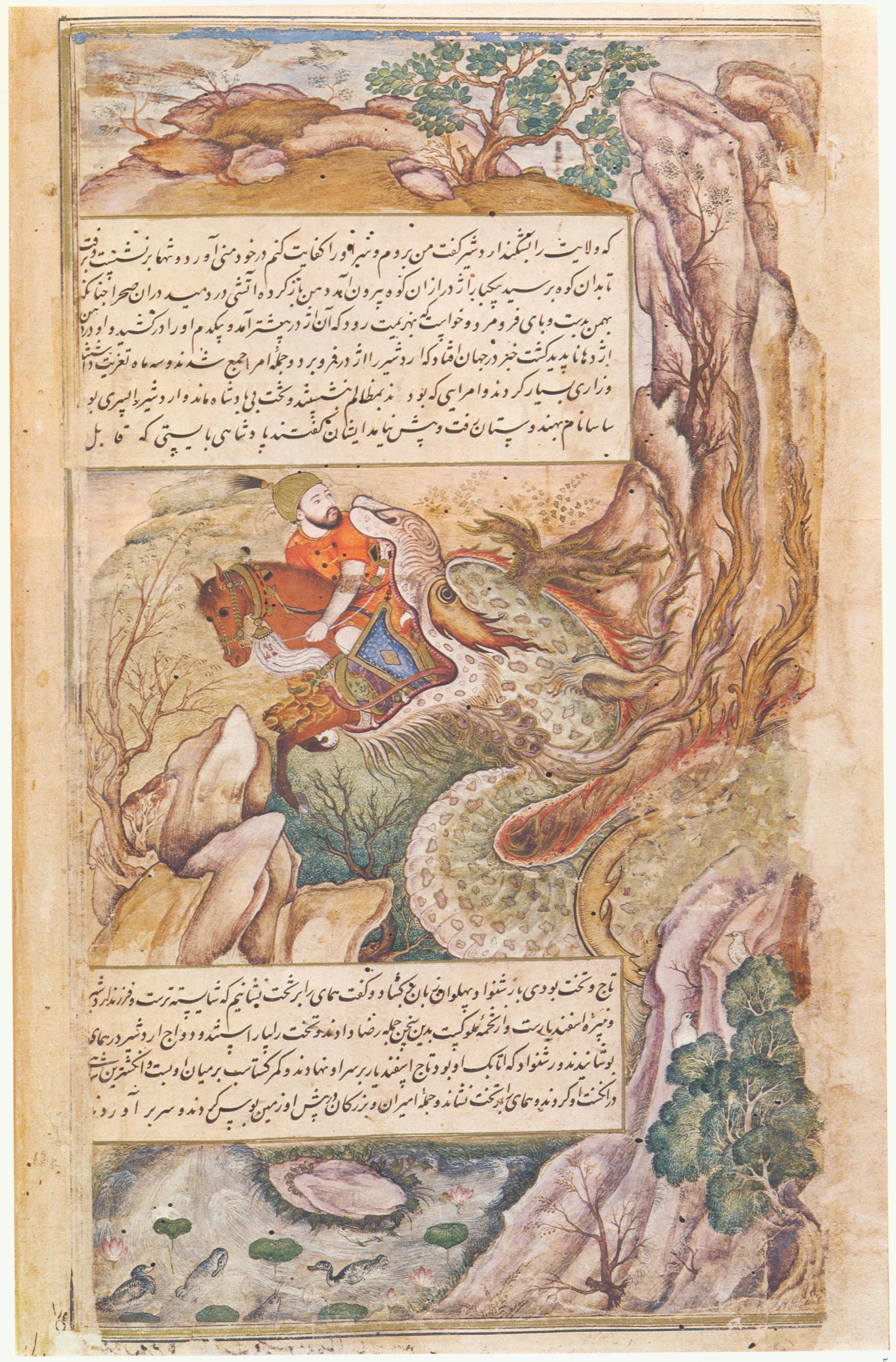
بلعیده‌شدن بهمن توسط اژدها، نگارگر ناشناس

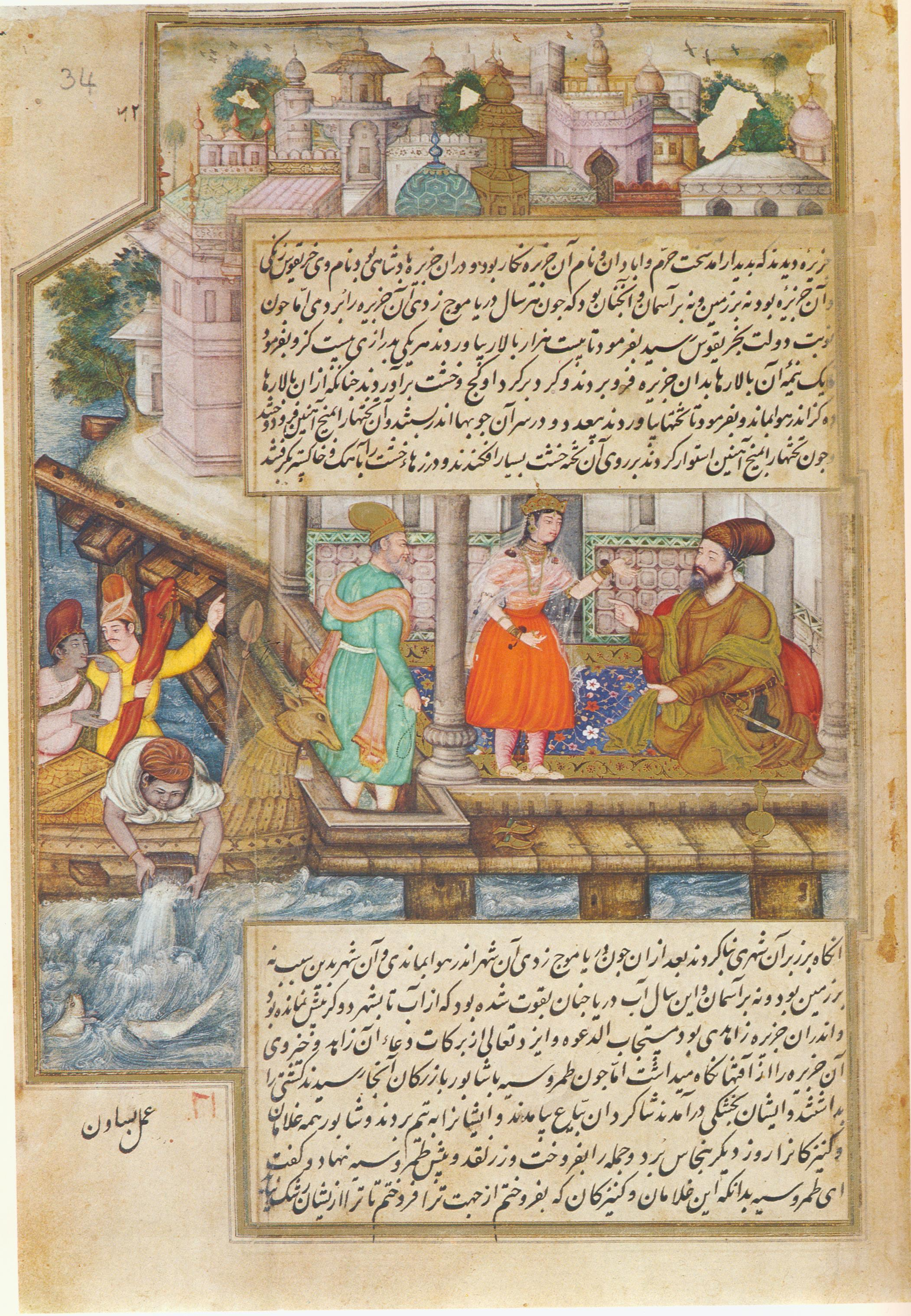
گفت‌وگوی شاپور و طَمروسیه، کاری از بساون

داراب‌نامهٔ اکبرشاهی یا داراب‌نامهٔ اکبری، یک دست‌نوشتهٔ سلطنتی از حماسهٔ ایرانی داراب‌نامه، اثر ابوطاهر طرسوسی است. این نسخه در اواخر سدهٔ ۱۶ میلادی، و به احتمال زیاد بین سال‌های ۱۵۸۰ تا ۱۵۸۵ برای اکبرشاه، فرمانروای گورکانی هندوستان تهیه شده است. امروزه از آن به‌شمارهٔ Or. 4615 در کتابخانهٔ بریتانیا نگهداری می‌شود.

## زمینه‌ها
اکبرشاه علیرغم کوشش‌های پدرش، نصیرالدین همایون، علاقه‌ای به سوادآموزی از خودش نشان نداد؛ بااین‌حال، دست‌کم در ایام جوانی به داستان‌های حماسی فارسی علاقه‌مند بود، و دستور به تهیهٔ نسخ مجللی از حماسه‌هایی چون شاهنامه و حمزه‌نامه داد. به‌سبب آن‌که این امپراتور گورکانی از سواد لازم برای مطالعهٔ چنین آثاری بی‌بهره بود، این وظیفه راویان درباری بود تا درهنگامی‌که فرمانروا مشغول نظاره‌کردن نگاره‌ها بود، همزمان برایش به خواندن متن بپردازند.
همایون، پدر اکبرشاه، پس از حضور در ایران شیفتهٔ کتاب‌های مصور ایرانی شد و با کسب اجازه از شاه تهماسب چند هنرمند ایرانی مانند میرمصور، فرخ بیگ، میرسیدعلی و عبدالصمد را با خود به هند برده و آنان نیز شروع به آموزش نگارگران دربار گورکانیان کردند؛ این کار پایه‌گذار سبک نگارگری گورکانی شد. در زمان اکبرشاه، نگارگران این مکتب مانند بساون، ابراهیم قهار، بهگوان، چانوله، مسکین، فرخ چلا، مخلص، ماهش، نانها، ابراهیم لاهوری و ۳۲ نگارگر دیگر، در به‌تصویر کشیدن نگاره‌های داراب‌نامهٔ اکبرشاهی نقش داشته‌اند.

## ویژگی‌ها
آنچه که امروزه از نسخهٔ اکبرشاهی داراب‌نامه به‌جامانده، مشتمل بر ۱۲۹ صفحه با ابعاد ۲۳٫۵×۳۵٫۶ سانتی‌متر است که مجموماً ۱۵۷ نگاره در مکتب نگارگری گورکانی را پوشش می‌دهند. قسمت بزرگی از این اثر که در آغاز دربرگیرندهٔ ۱۶۰ صفحه و ۲۰۰ نگاره بوده با گذر سال‌ها از میان رفته است. قسمتی که به‌جامانده، بخشی از نخستین جلد داراب‌نامه است. شاید جلد دومی نیز وجود داشته که امروزه به‌کلی مفقودشده است. نام‌های نگارگران دخیل در روند تهیهٔ این نسخه در حاشیهٔ ۱۳۸ تا از نگاره‌ها ثبت‌شده است. نام‌های آن‌ها به‌احتمالی، نه هنگام ترسیم نگاره‌ها، بلکه بعدها روی کارهای منتسب به هر نگارگر به‌منظور شناسایی آثارش اعمال‌شده است؛ زیرا در بعضی صفحات، نخست اسامی دیگری آمده بوده و سپس پاک‌شده، و نام‌های دیگری جایگزین‌شده است. این موضوع نشان می‌دهد که فرد ثبت‌کننده در انتساب هر نگاره به نگارگرش ابهاماتی داشته است. کل اثر به‌دست خوشنویسی ناشناس با خط نستعلیق به‌نگارش درآمده است. برخی صفحات این داراب‌نامه تا ۲۵ سطر نوشته را نیز پوشش می‌دهند.